# Звіндерен
Звіндерен (нід. Zwinderen) — село в нідерландській провінції Дренте. Входить до муніципалітету Куворден.
Його площа становить 14,40 км², а населення станом на 2021 рік складало 410 осіб.
Перша згадка про населений пункт датується 1217 роком.